# 경찰과 우주에서 온 창조물
경찰과 우주에서 온 창조물(The Gendarme And The Creatures From Outer Space, Le Gendarme Et Les Extra-terrestres)은 프랑스에서 제작된 장 지롤 감독의 1979년 코미디, 범죄, SF 영화이다. 루이스 드 푸네스 등이 주연으로 출연하였고 제라드 베이토트 등이 제작에 참여하였다.

## 출연

### 주연
- 루이스 드 푸네스
- 미셸 갈라브루

### 조연
- 모리스 리쉬
- 장-피에르 람발
- 가이 그로소
- 미셀 모도
- 프랑스 럼밀리
- 쟝-로제르 카우시몬
- 마리오 데이빗
- 자크 프랑소와
- 마리아 마우반
- 매들린 델라바이브레
- 미쉘린 보르데이
- 르네 베르디에
- 앙리 게네스
- 풀베르 자닌
- 마리 필렛
- 카를로 넬
- 제프리 키메
- 자크 게우시
- 앤드레 바딘
- 피에르 렙
- 앙트완 마린
- 마코 페린
- 리카 호프만
- 퍼시벌 러셀
- 램버트 윌슨

## 제작진
- 각색: 제라드 베이토트
- 각색: 루이스 드 푸네스
- 각색: 장 지롤
- 원조: 리처드 발두치
- 의상: 자크 코틴